# Le Grez
Pour les articles homonymes, voir Grez.
Le Grez est une commune française, située dans le département de la Sarthe en région Pays de la Loire, peuplée de 384 habitants.
La commune fait partie de la province historique du Maine.

## Géographie
Le Grez est située 2 km à l'ouest de Sillé-le-Guillaume, à proximité de la forêt de Sillé, de son lac et de la chaine des Coëvrons.
Le col de la Galerie (258 m d'altitude, long de 1,5 km à 5,5 % de moyenne) est situé sur commune sur la D 35 en direction de Saint-Pierre-sur-Orthe.
| Saint-Pierre-sur-Orthe (Mayenne) |      |                    |
| Vimarcé (Mayenne)                | Grez | Sillé-le-Guillaume |
| Rouessé-Vassé                    |      | Sillé-le-Guillaume |

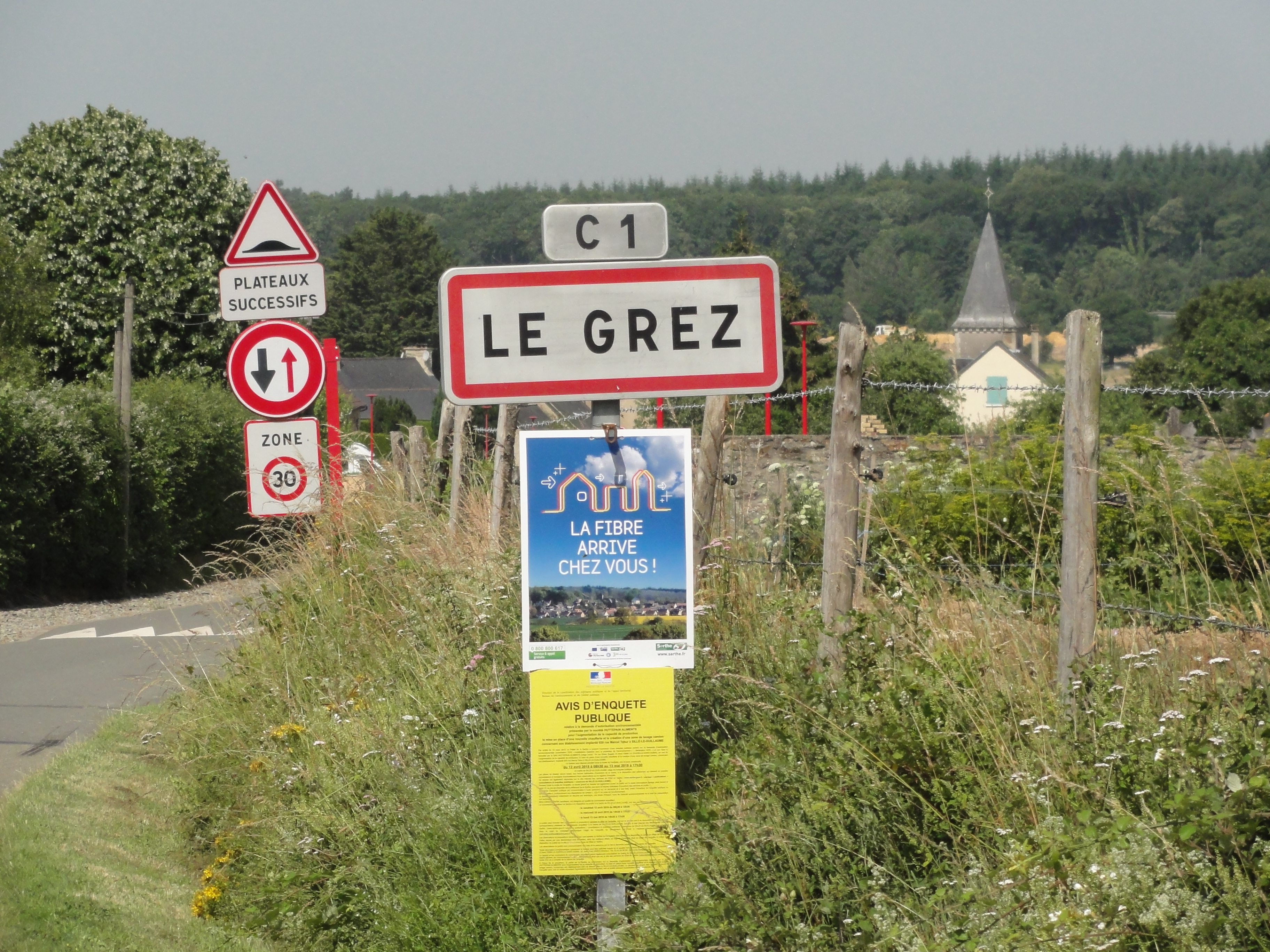
Entrée du bourg.
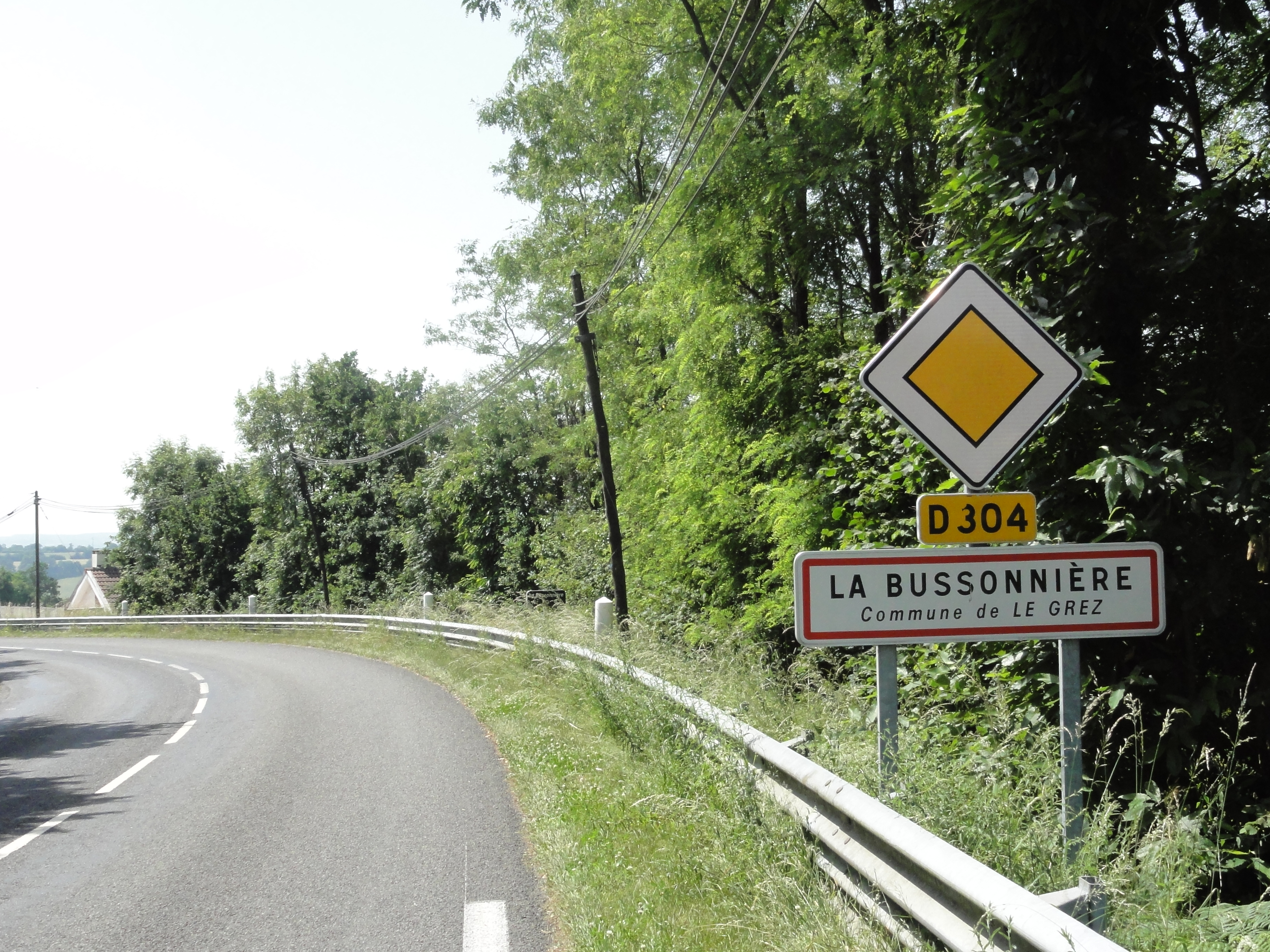
entrée du hameau La Bussonnière.
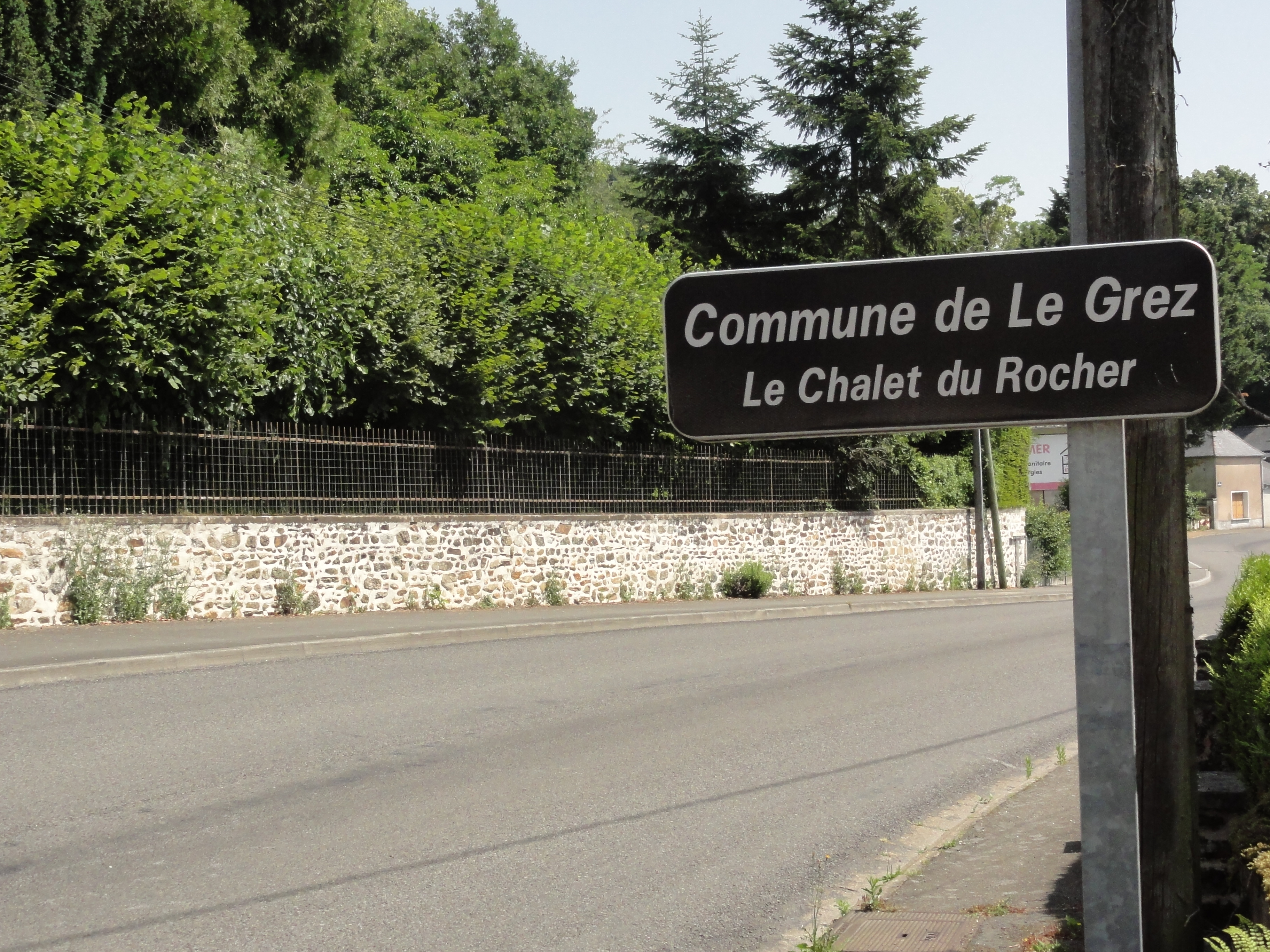
Panneau lieu-dit Le chalet du rocher.
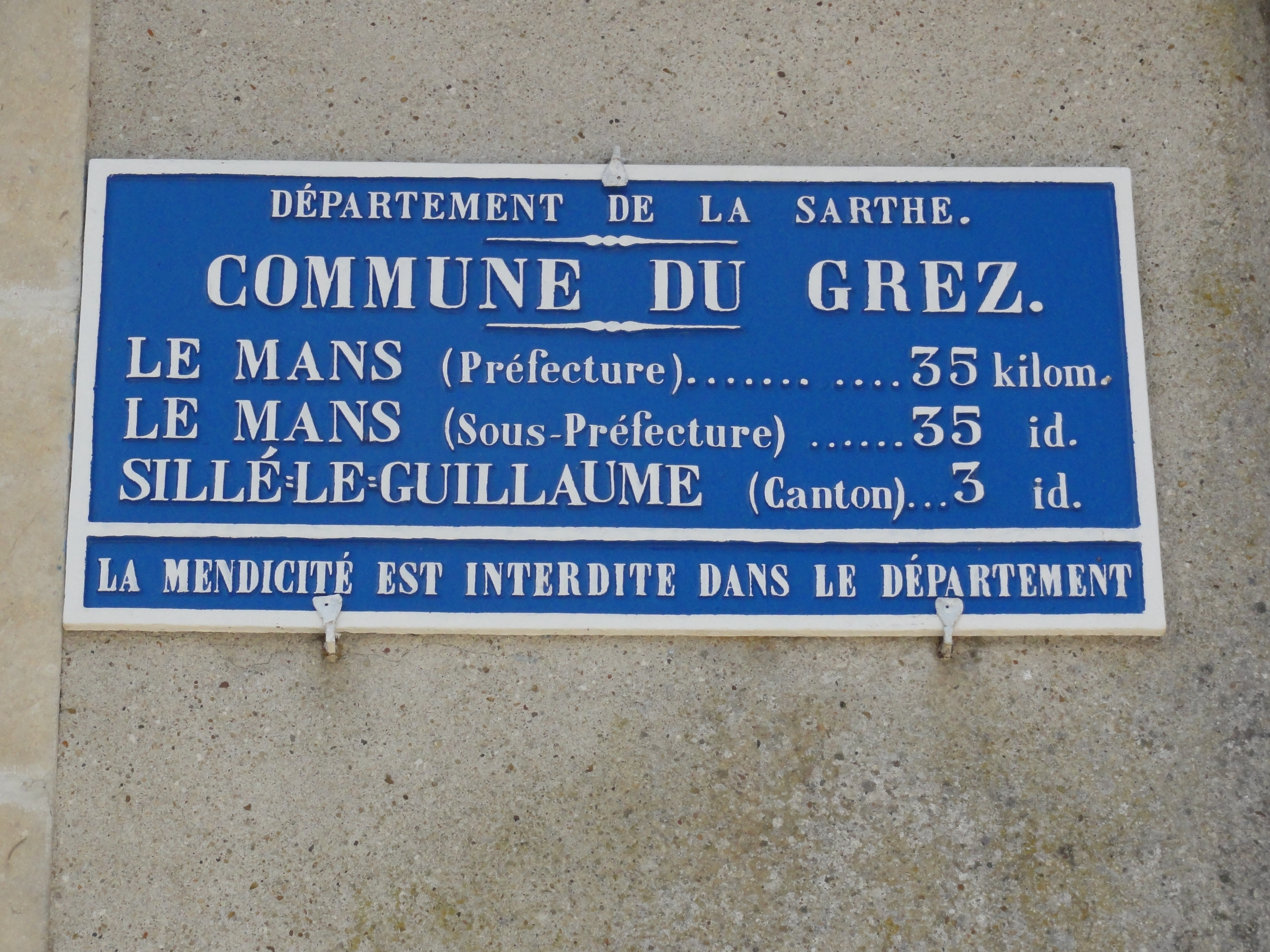
Plaque de cocher.

### Climat
Pour des articles plus généraux, voir Climat des Pays de la Loire et Climat de la Sarthe.
En 2010, le climat de la commune est de type climat océanique altéré, selon une étude du CNRS s'appuyant sur une série de données couvrant la période 1971-2000. En 2020, Météo-France publie une typologie des climats de la France métropolitaine dans laquelle la commune est exposée à un climat océanique et est dans la région climatique  Moyenne vallée de la Loire, caractérisée par une bonne insolation (1 850 h/an) et un été peu pluvieux. 
Pour la période 1971-2000, la température annuelle moyenne est de 10,6 °C, avec une amplitude thermique annuelle de 14,3 °C. Le cumul annuel moyen de précipitations est de 837 mm, avec 12,5 jours de précipitations en janvier et 7,3 jours en juillet. Pour la période 1991-2020, la température moyenne annuelle observée sur la station météorologique de Météo-France la plus proche, sur la commune de Rouessé-Vassé à 5 km à vol d'oiseau, est de 11,7 °C et le cumul annuel moyen de précipitations est de 806,9 mm,. Pour l'avenir, les paramètres climatiques de la commune estimés pour 2050 selon différents scénarios d'émission de gaz à effet de serre sont consultables sur un site dédié publié par Météo-France en novembre 2022.

## Urbanisme

### Typologie
Au 1er janvier 2024, Le Grez est catégorisée commune rurale à habitat dispersé, selon la nouvelle grille communale de densité à sept niveaux définie par l'Insee en 2022.
Elle appartient à l'unité urbaine de Sillé-le-Guillaume, une agglomération intra-départementale regroupant deux  communes, dont elle est une commune de la banlieue,,. Par ailleurs la commune fait partie de l'aire d'attraction de Sillé-le-Guillaume, dont elle est une commune de la couronne,. Cette aire, qui regroupe 5 communes, est catégorisée dans les aires de moins de 50 000 habitants,.

### Occupation des sols
L'occupation des sols de la commune, telle qu'elle ressort de la base de données européenne d’occupation biophysique des sols Corine Land Cover (CLC), est marquée par l'importance des territoires agricoles (64,7 % en 2018), en diminution par rapport à 1990 (66,1 %). La répartition détaillée en 2018 est la suivante : 
prairies (43,1 %), forêts (32,7 %), zones agricoles hétérogènes (21,6 %), zones urbanisées (2,6 %). L'évolution de l’occupation des sols de la commune et de ses infrastructures peut être observée sur les différentes représentations cartographiques du territoire : la carte de Cassini (XVIIIe siècle), la carte d'état-major (1820-1866) et les cartes ou photos aériennes de l'IGN pour la période actuelle (1950 à aujourd'hui).

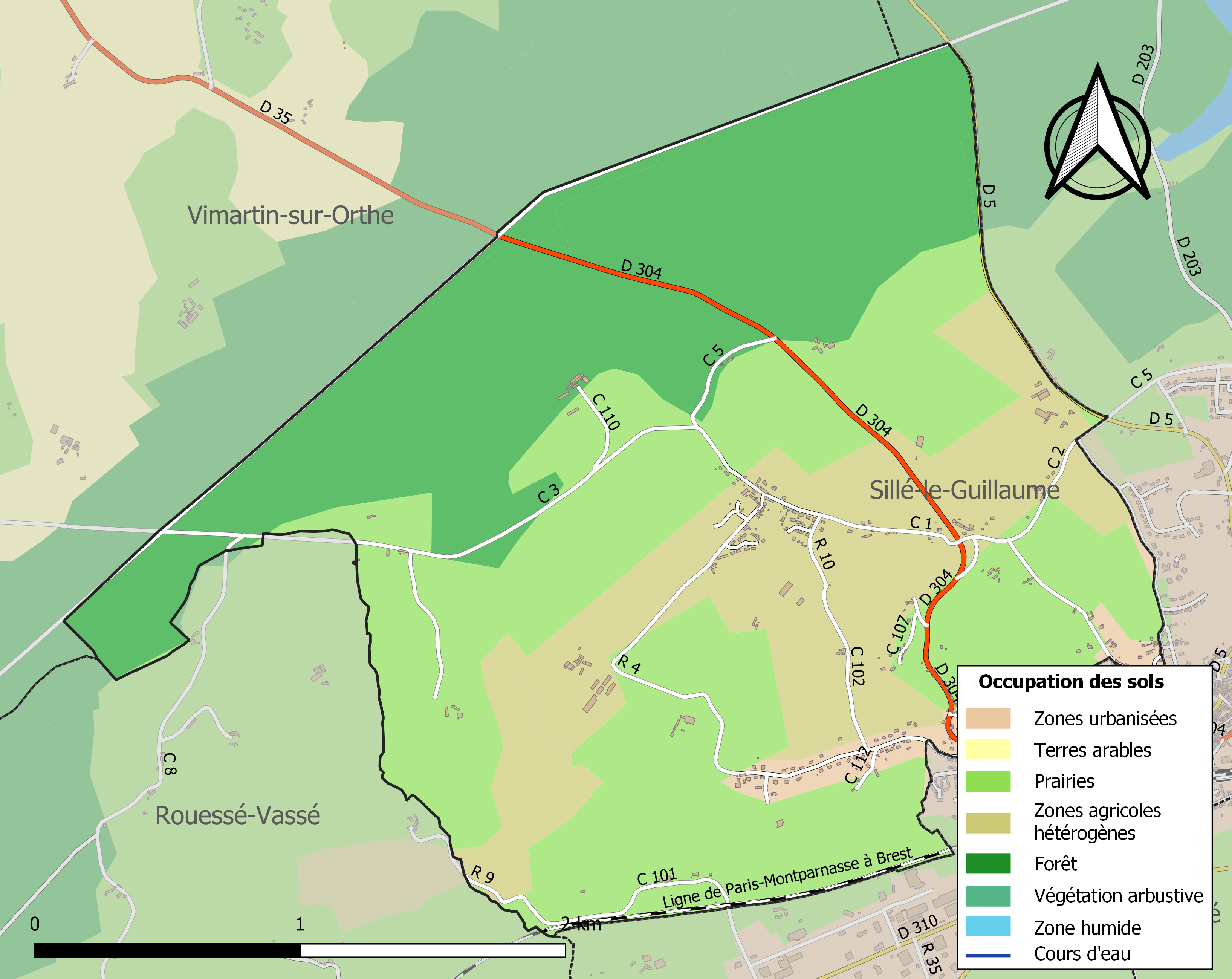
Carte des infrastructures et de l'occupation des sols de la commune en 2018 (CLC).

## Toponymie
Le nom de la localité est attesté sous la forme de Gresso en 1233. Le toponyme serait issu du gallo-roman *gresum qui désignerait un terrain rocailleux.

## Politique et administration
| Période                                  | Période   | Identité       | Étiquette | Qualité     |
| ---------------------------------------- | --------- | -------------- | --------- | ----------- |
| ?                                        | juin 1995 | Roger Launay   |           |             |
| juin 1995                                | mars 2001 | Raymond Galpin | SE        |             |
| mars 2001                                | mars 2014 | Gérard Flament | SE        |             |
| mars 2014                                | En cours  | Martine Cottin | SE        | Vétérinaire |
| Les données manquantes sont à compléter. |           |                |           |             |

## Démographie
L'évolution du nombre d'habitants est connue à travers les recensements de la population effectués dans la commune depuis 1793. Pour les communes de moins de 10 000 habitants, une enquête de recensement portant sur toute la population est réalisée tous les cinq ans, les populations de référence des années intermédiaires étant quant à elles estimées par interpolation ou extrapolation. Pour la commune, le premier recensement exhaustif entrant dans le cadre du nouveau dispositif a été réalisé en 2006.
En 2022, la commune comptait 384 habitants, en évolution de −2,54 % par rapport à 2016 (Sarthe : −0,25 %, France hors Mayotte : +2,11 %).
| 1793 | 1800 | 1806 | 1821 | 1831 | 1836 | 1841 | 1846 | 1851 |
| ---- | ---- | ---- | ---- | ---- | ---- | ---- | ---- | ---- |
| 312  | 399  | 424  | 460  | 505  | 558  | 545  | 569  | 576  |

| 1856 | 1861 | 1866 | 1872 | 1876 | 1881 | 1886 | 1891 | 1896 |
| ---- | ---- | ---- | ---- | ---- | ---- | ---- | ---- | ---- |
| 536  | 520  | 545  | 481  | 472  | 459  | 465  | 464  | 438  |

| 1901 | 1906 | 1911 | 1921 | 1926 | 1931 | 1936 | 1946 | 1954 |
| ---- | ---- | ---- | ---- | ---- | ---- | ---- | ---- | ---- |
| 414  | 416  | 403  | 390  | 352  | 310  | 304  | 308  | 248  |

| 1962 | 1968 | 1975 | 1982 | 1990 | 1999 | 2006 | 2011 | 2016 |
| ---- | ---- | ---- | ---- | ---- | ---- | ---- | ---- | ---- |
| 255  | 258  | 314  | 348  | 420  | 372  | 398  | 387  | 394  |

| 2021 | 2022 | - | - | - | - | - | - | - |
| ---- | ---- | - | - | - | - | - | - | - |
| 388  | 384  | - | - | - | - | - | - | - |

## Culture locale et patrimoine

### Lieux et monuments
- Église Saint-Nicolas, construite avec des pierres de l'ancienne prieuré. L'église abrite un certain nombre de statues polychromes, parmi lesquelles une copie vérifiée de l'Enfant Jésus de Prague. Un vitrail représente saint Michel. Dans l'église, des plaques commémorant les soldats morts pendant les guerres de 1914-1919 et 1939-1945.
- Monument aux morts
- Croix du cimetière, marquée avec sept cercles, qui rappellent le chemin du Mont-Saint-Michel
- Parmi les croix de chemin, une croix de mission de 1929.

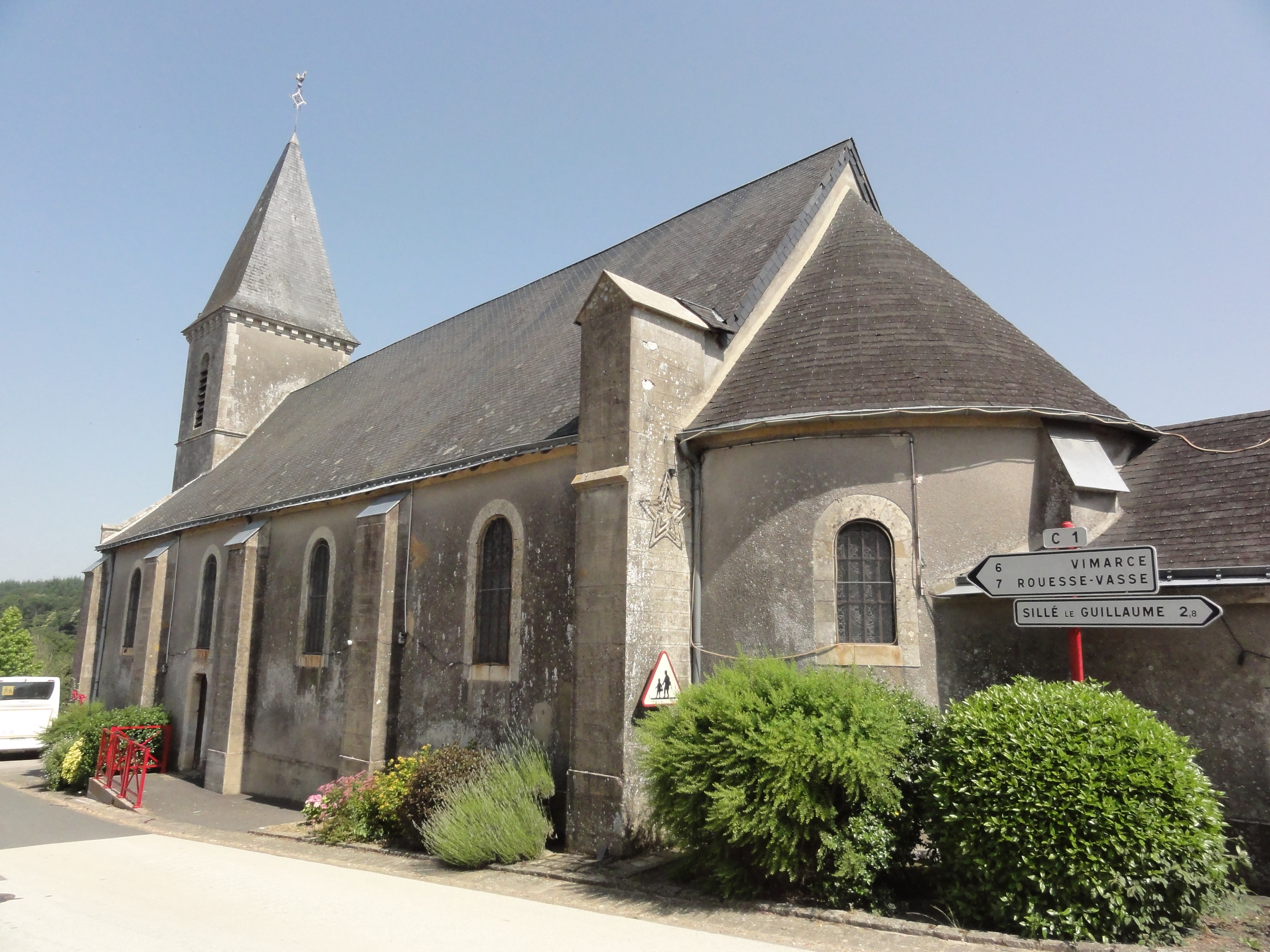
Église Saint-Nicolas.
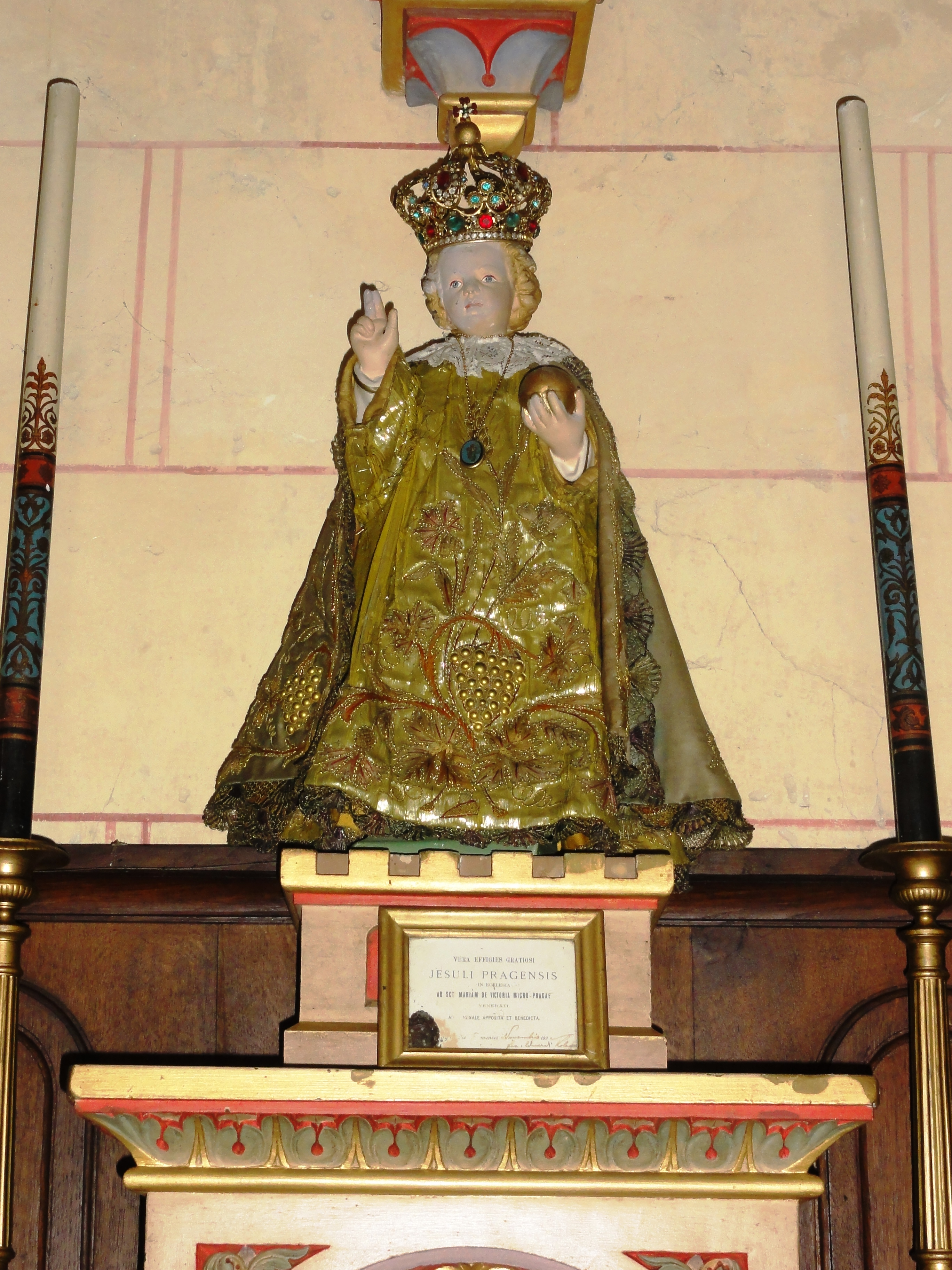
Enfant Jésus de Prague.
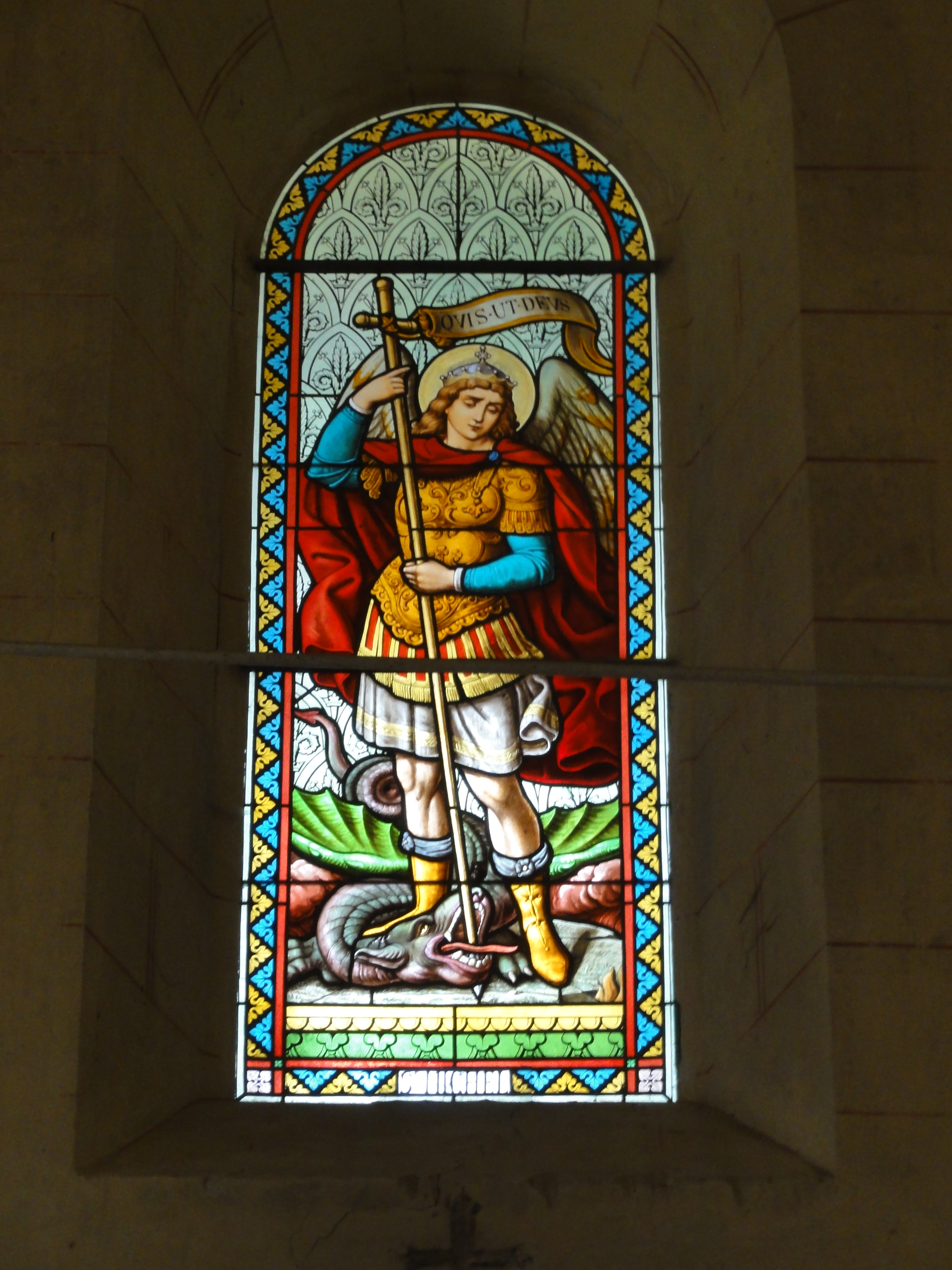
vitrail de Saint Michel.
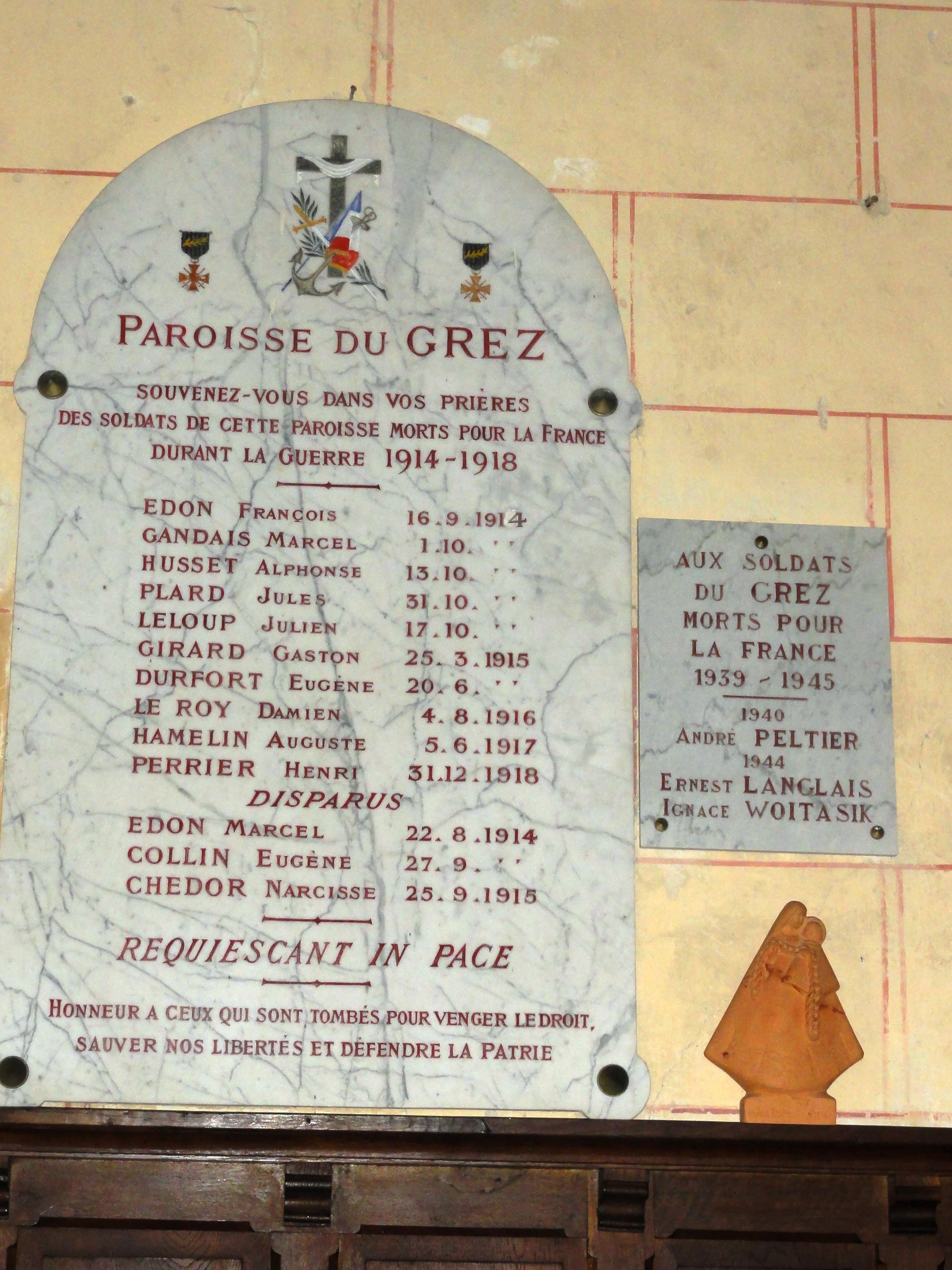
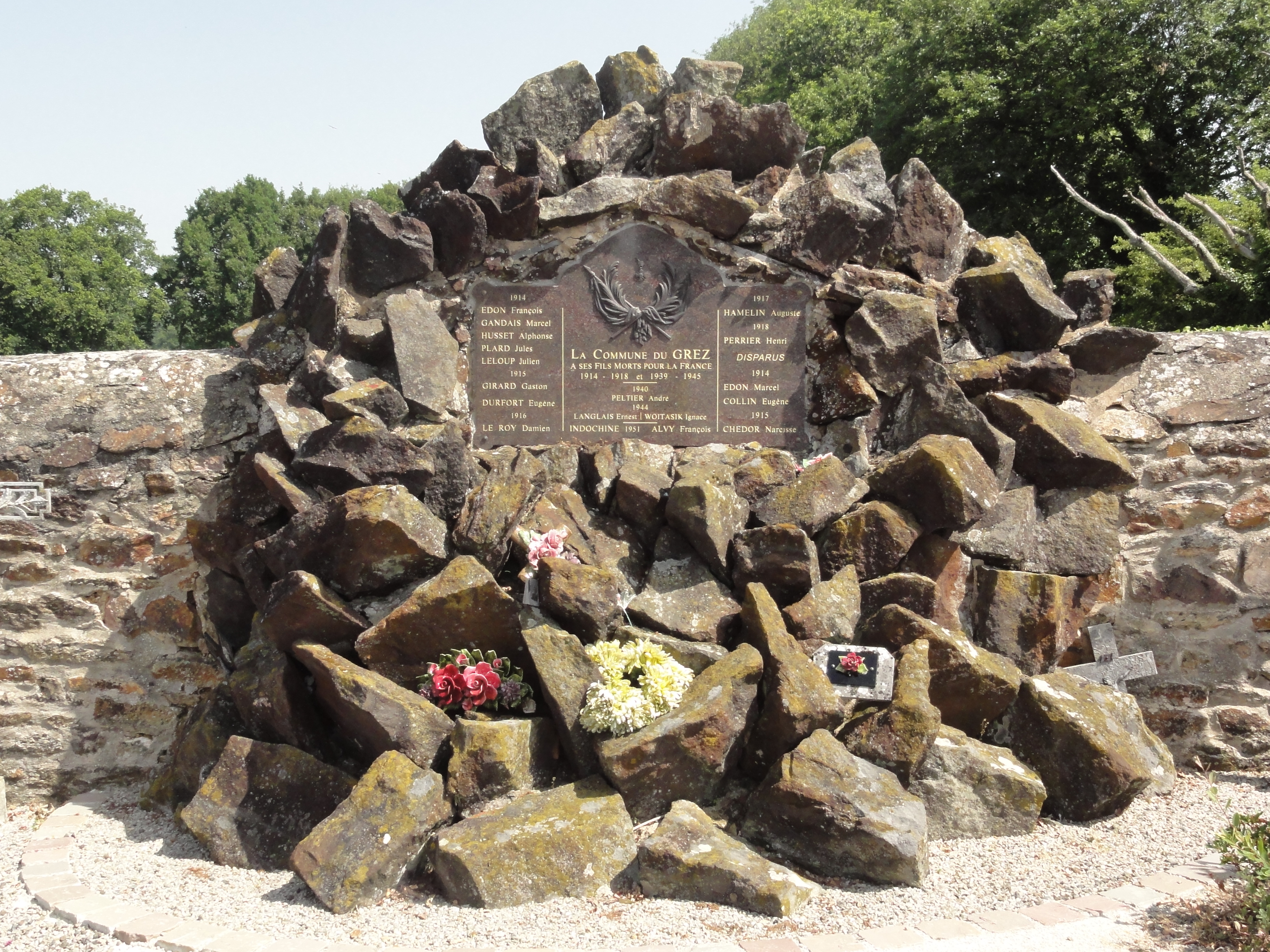
Monument aux morts.
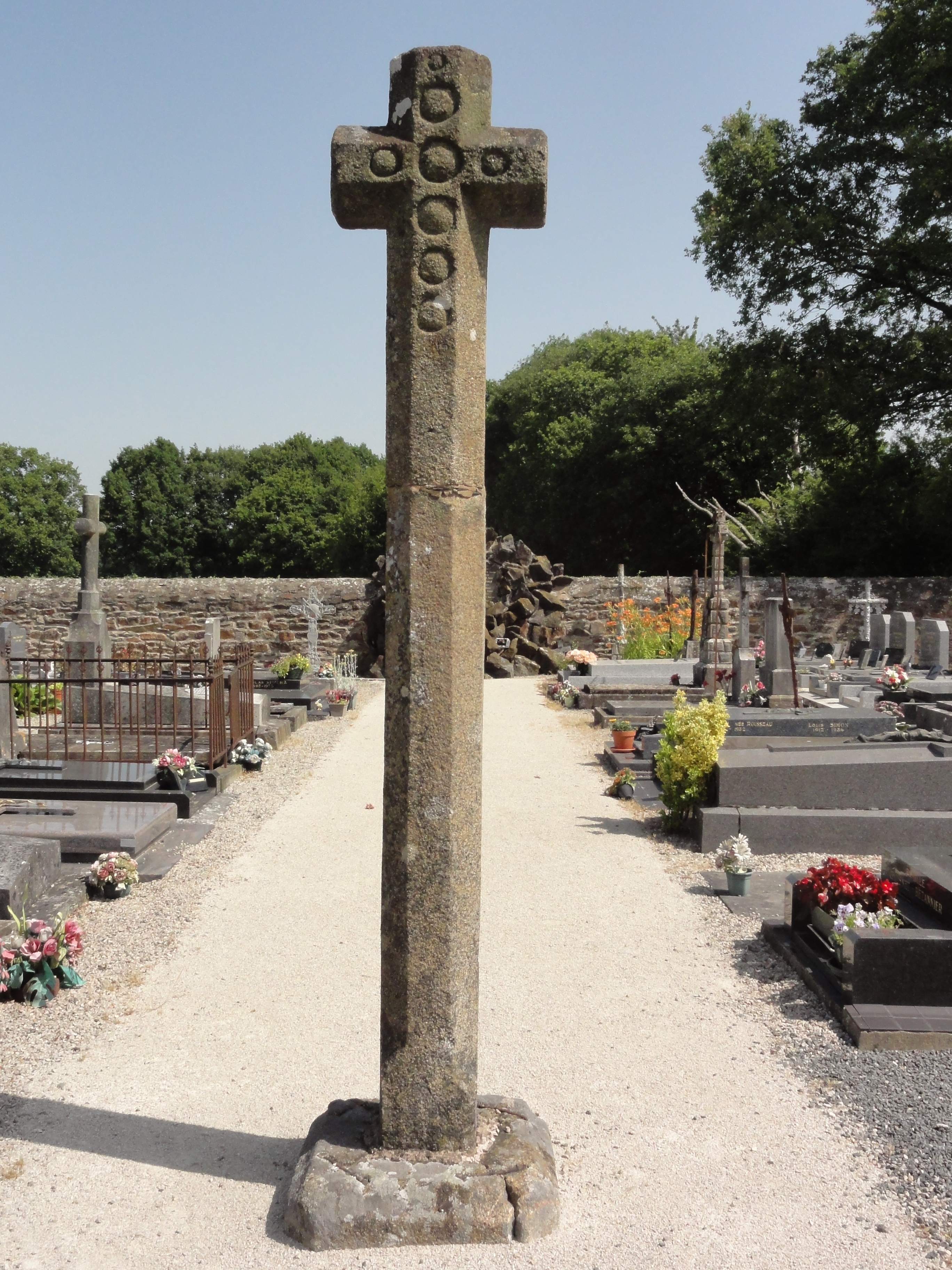
Croix de cimetière au 7 cercles.
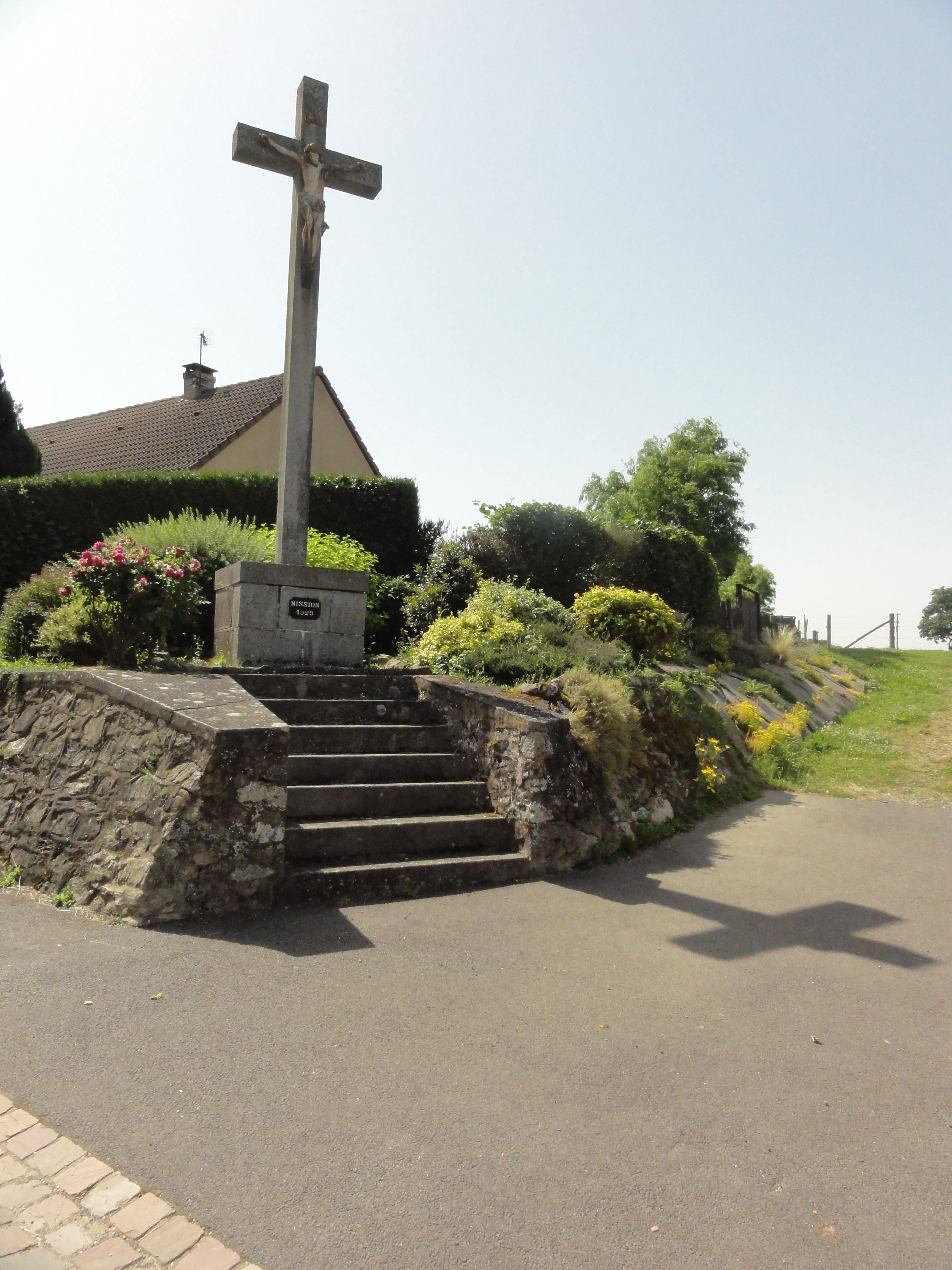
Croix de mission.